# 南小島
25°43′23″N 123°32′47″E / 25.72306°N 123.54639°E
南小島又被稱作大蛇島或者是鳥島，在日本則稱呼為南小島（日语：／ Minami-kojima），是組成釣魚臺列嶼的其中一座荒島，並且常與北小島合稱為橄欖山、薛坡蘭或者是黃茅嶼。其中南小島與北小島之間相隔長約150公尺、寬約200公尺的橄欖門海峽，而過去在東海風浪大時臺灣漁民往往會選擇將船隻駛於此以躲避風浪。南小島的面積約0.40平方公里，而在島嶼上分別有海拔139公尺高的拳頭嶺與89公尺高的拇指峰。

## 歷史
1895年1月14日，日本政府以無主地先佔原則宣布正式將釣魚臺以及周遭的島嶼納入沖繩縣管理範圍，而這也包括作為釣魚臺列嶼之一的南小島。同年4月17日，於甲午戰爭中戰敗的大清帝國和大日本帝國簽訂《馬關條約》，清朝割讓福建臺灣省含其附屬島嶼給與日本，中國政府主張釣魚台列嶼包含在該條約中被割讓的附屬島嶼。
1896年時，古賀辰四郎向日本政府免費租借釣魚臺、黃尾嶼、北小島和南小島，並且雙方同意在租借30年後改以付費的方式繼續出借土地。然而1932年7月15日，古賀辰四郎的兒子古賀善次便向日本政府提議繼續購買北小島和南小島等土地，而在同一年他亦付費買下了釣魚臺和黃尾嶼。1945年第二次世界大戰正式宣告結束後，美國於1946年2月2日開始對北緯30度以下的日本領土實施軍事統治。
在1952年4月28日《舊金山和約》正式生效以後，南小島則改歸琉球政府進行管理。而在1968年時，陸陸續續有中華民國籍工作人員前往南小島作業。到了1970年7月時，琉球政府開始於釣魚臺、黃尾嶼、赤尾嶼、北小島和南小島等釣魚臺列嶼的島嶼上架設禁止非法登陸的警告牌。1972年5月15日時，美國決定連同琉球群島以及釣魚臺列嶼都歸還給日本政府進行管理。然而在美國選擇將釣魚臺列嶼移交給日本並且讓後者展開實際統治後，這一項決定馬上促使得中華人民共和國與中華民國紛紛主張包含北小島在內的島嶼皆為中國固有的領土，其中兩者認為日本必須歸還因為《馬關條約》而被割讓的釣魚臺列嶼。
在2010年12月10日時，日本2名沖繩縣石垣市的市議會議員在獲得日本政府核可後登陸南小島。而根據統計在2002年到2012年期間，日本總務省每年花費150萬日圓來向日本政府認定的島嶼所有人栗原弘行一家持續承租南小島的土地使用權。不過到了2012年年9月11日，日本行政機關向其認定的釣魚臺、南小島以及北小島的民間地主以20億5千萬日圓的價錢收購土地，這也意味著日本政府透過所有權轉移登記的方式將釣魚臺等島嶼的地位國有化。但儘管日本政府已經將南小島列為國有財產，但是一般大眾仍然必須事先獲得許可才能夠登陸島嶼。另外在這次事件之中日本政府並未向其認定的擁有者購買黃尾嶼等島嶼，而這項將爭議性的領土「國有化」舉動亦引起中國大陸和臺灣對於釣魚臺議題的嚴重反彈。

## 地理

### 地質結構
南小島其相對位置位在西表島北方約160公里、釣魚臺列嶼主島釣魚臺東南方約5.5公里處，絕對位置則為北緯25度43.2分、東經123度32分。南小島主要由礫質砂岩、安山岩和珊瑚礁組成，最高峰為位於島嶼西北部、海拔高度139公尺的拳頭嶺，第二高峰則為位於島嶼東南部、海拔高度89公尺的拇指峰。南小島周遭海域還有如龍門島、臥龍島、飛龍島、龍珠島、長龍島以及金龍島等許多小島礁，並且在北邊隔著的橄欖門與北小島相望。

### 生態環境
日本企業家古賀辰四郎過去曾於黄尾嶼西南地區興建柴魚片工廠以及鳥羽加工廠，然而隨著工廠結束營運之後島嶼也成為一座荒島。另外過去南小島由於盛產各種蛇類因此又被稱作「大蛇島」，甚至由於蛇隻數量過多反而造成島嶼上的鳥類絕跡。植物方面，據1950至60年代琉球大学所進行的調查顯示，釣魚島主島上主要分6種植物群落，而主島和南小島合計有89科235種蕨類植物和種子植物，然而島嶼缺乏農業價值。1971年4月1日，琉球大学調査團在南小島發現12隻常居、且被列為瀕危物種的短尾信天翁，2002年也有研究報告指有短尾信天翁將南小島視為繁殖地。

## 外部連結
- （繁體中文） 釣魚臺列嶼簡介
- （日語） http://watchizu.gsi.go.jp/watchizu.html?b=254337&l=1233246（页面存档备份，存于）